# Damin

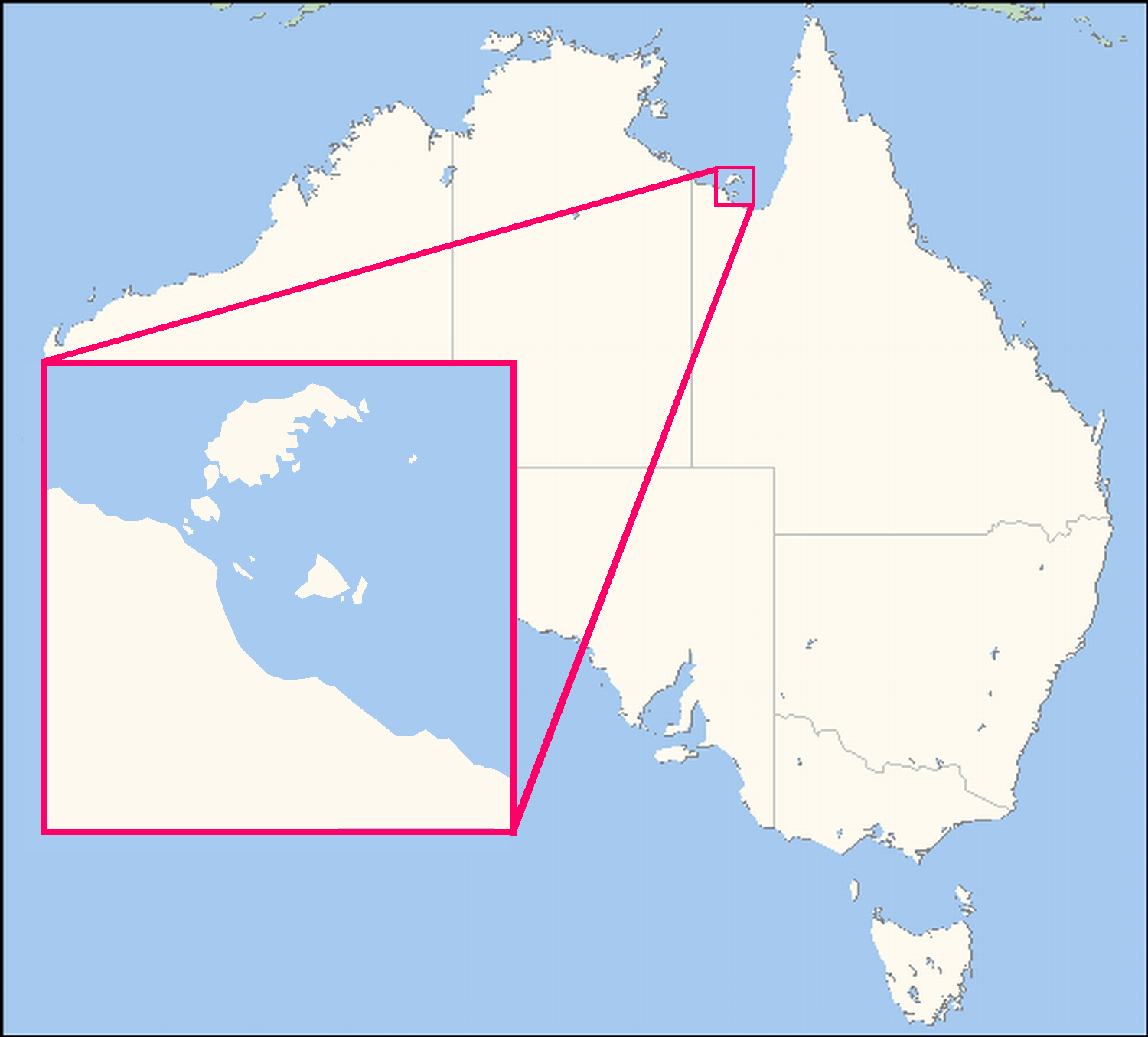
Mornington Island och de mindre Wellesleyörana

Damin (även stavat Demiin) är ett ceremoniellt, esoteriskt och experimentellt konstspråk som förr i tiden användes främst av vuxna män hos lardilerna, australiska aboriginer som lever på Mornington Island i Carpentariaviken, Queensland. Språket lär också ha använts av en besläktad grupp, yangkaalerna på öarna i grannskapet. I strikt lingvistik bemärkelse är det fråga om ett extremt register av språket Lardil. Damin lär ha skapats av en hjälte benämnd Kalthad, men tidpunkten för detta är inte känd. 

## Riter och historia
Hos lardilerna fick pojkarna genomgå två initieringsceremonier, med ett eller flera år emellan. Vid den första utfördes vanlig omskärelse, och de fick lära sig ett teckenspråk (marlda kangka 'handtal'). Detta skulle användas när det var tabubelagt att tala. En liknande sed fanns också hos flera andra australiska stammar som var och en hade ett eget teckenspråk. Dessa teckenspråk var till viss del baserade på det talade språket (som tecknad svenska också är). 
Vid den andra initieringsceremonin genomfördes subincision (yttre uretrotomi), och offren fick lära sig damin. Subincision förekom också bland enstaka andra australiska folkstammer. Särskilda register (språkvarieteter) som bör användas under vissa omständigheter återfinns också annorstädes i och utanför Australien, men damin är enastående i det att det här är hela ordförrådet som är utbytt och att det dessutom används en uppsättning språkljud som annars inte förekommer. 
Undervisning i damin gavs under en enda dag av två lärare. Det gick till på det viset att den ene högt och tydligt uttalade daminord, som var ordnade i betydelsegrupper, och den andre översatte varje gång till lardil. Proceduren kunde upprepas ett antal gånger samma dag. Vid dagens slut förutsattes eleverna behärska språket och fick titeln ”daminägare”. 
Närhelst män som hade varit med om ceremonin vid samma tillfälle möttes därefter, skulle de prata damin med varandra. Språket användes alltså främst mellan jämnåriga män samt i rituella sammanhang. Språket var dock så populärt att det kom att användas även i situationer där det inte var påbjudet. Lardilordet "damin" kan tolkas som ’att vara tyst’, vilket antyder att språket kan ha varit tänkt som alternativ till teckenspråket eller som ett hemligt språk. Eftersom det i praktiken inte var hemligt hade kvinnor och barn ofta också viss kunskap i damin.  
Eftersom teckenspråk används även annorstädes i Australien på samma vis kan man anta att marlda kangka har en längre historia och att det kan ha berett vägen för damin. Fast det inte är känt när damin skapades, råder det knappast några tvivel om att detta skriftlösa språk är det första kända konstruerade talspråk som kom att användas i praktiken. Det hade troligen redan varit i bruk under en längre tid när volapük (1879) blev först bland europeiska konstruerade språk med att användas i det verkliga livet. 
Damin och marlda kangka slutade läras ut när initieringsceremonierna upphörde under trycket från den kristna missionen, som började 1914. De sista som behärskade damin väl dog på 1960-talet. 
Språket har beskrivits, i sina huvudsakliga drag, av Kenneth Hale.

## Fonetik
Ljudsystemet hos damin uppvisar mycket särpräglade drag. Det är typiskt för australiska språk att de skiljer mellan många olika artikulationsställen men få artikulationssätt hos konsonanterna. I damin används alla lardils artikulationsställen och konsonanter, men i damin förekommer ytterligare artikulationssätt och talljud av ovanligt slag. Konsonantförrådet är utökat med bilabiala tremulanter, ejektivor, nasalerade klickljud och en ingressiv lateral frikativa, som då uttalas på inandning. Klickljud används annars inte i något språk utanför Afrika som språkljud, och någon ingressiv lateral förekommer överhuvudtaget inte i något annat språk. Alla klickljud som används i damin är nasalerade, och sådana är också vanliga i de klickspråk som talas i södra och östra Afrika. Damin avviker här bara i det att det också använder dubblerade klickljud. Unik är också den dubblerade bilabiala tremulanten.   
I damin används tre av lardils fyra par av vokaler (korta och långa) [a, a:, i, i:, u, u:], i ordstammar och det fjärde, [ə, ə:], endast i suffix lånade från lardil. 
Konsonanterna i lardil och extra konsonanter i damin 
|                             | bilabiala | lamino- dentala | apiko- alveolara | retroflexa | palatala | velara |
| --------------------------- | --------- | --------------- | ---------------- | ---------- | -------- | ------ |
| klusiler                    | [p]       | [t̻]             | [t̺]              | [ʈ]        | [c]      | [k]    |
| nasaler                     | [m]       | [n̻]             | [n̺]              | [ɳ ]       | [ɲ]      | [ŋ]    |
| lateraler                   |           |                 | [l]              | [ɭ ]       | ([ʎ])    |        |
| approximanter               | [w]       |                 |                  | [ɻ]        | [j]      | ([w])  |
| flapp                       |           |                 | [ɾ]              |            |          |        |
| tremulanter                 | [B] [B:]  |                 |                  |            |          |        |
| ejektivor                   | [pʼ]      |                 |                  |            |          | [kʼ]   |
| nasalerade klickljud        | [ŋʘ]      | [ŋǀ]            | [ŋ!]             | [ŋ!˞]      |          |        |
| ingressiv lateral frikativa |           |                 | [ɬ↓]             |            |          |        |

## Grammatik
Damin använder samma syntax och grammatiska medel som lardil, bland annat dess  suffix, men ordförrådet skiljer sig radikalt från lardil. Damin har ett mycket litet antal ordstammar (morfem), bara omkring 200, i allmänhet med mycket vid betydelse:  m!i (ätlig växt), thuu (däggdjur), li (fisk) och liknande. För att uttrycka mera specifika betydelser användes sammansättningar, vilkas logik ofta inte är så uppenbar för utomstående. 
Det finns bara två  personliga pronomen, n!a "jag, vi" och n!u "annan", medan lardil har en stor mängd sådana och skiljer mellan singularis / dualis / pluralis samt mellan inklusiv och exklusiv i första persion pluralis. 
Prefixet kuri- används för att bilda motsatsord (antonymer): tjitjuu ’liten’ > kuritjituu ’stor’ (oliten). I det här avseendet liknar damin esperanto, där prefixet mal- har samma funktion och används lika flitigt, fast där ger granda ’stor’ > malgranda ’liten’ (ostor), vilket är mera i samklang med andra språk. Även här utmärker sig damin som extraordinärt.